# Marchandise
 (janvier 2017).
Si vous disposez d'ouvrages ou d'articles de référence ou si vous connaissez des sites web de qualité traitant du thème abordé ici, merci de compléter l'article en donnant les références utiles à sa vérifiabilité et en les liant à la section « Notes et références ».
Pour les articles homonymes, voir Marchandise (homonymie).
Une marchandise est un objet qui est produit ou acheté en quantité pour être revendu avec un bénéfice. La mise en vente publique de marchandises semblables ou substituables constitue un marché.

## Définition
En principe, les marchandises sont des biens corporels, mais par extension on parle de services marchands pour désigner des services standardisés qui sont produits et vendus publiquement dans les mêmes conditions que des marchandises. Cette extension maximale du secteur marchand à toutes les activités économiques non commerciales (artisanat, professions réglementées, médecine, arts, religions, éducation, police, etc.), est une conséquence de l'action politique militante de l'Organisation mondiale du commerce.
D'après Karl Marx, en accord avec les économistes classiques, la marchandise se caractérise par un double aspect, le premier est appelé valeur d'usage, il est commun à tout produit de travail humain (marchandise ou non) et correspond à l'utilité, le plaisir, etc auquel l'objet permet de répondre par ses caractéristiques physiques, chimiques, spirituels, etc.
Ce premier aspect étant uniquement qualitatif il ne permet pas de comparer quantitativement la valeur des différentes marchandises. En réalité cet aspect de la marchandise, la valeur d'usage, est le support du second, la valeur d'échange.
La valeur d'échange correspond à la valeur abstraite, relative, quantitative de la marchandise et c'est ce qui permet de comparer et d’échanger des marchandises dont la valeur d'usage n'est pas comparable. Adam Smith et Karl Marx s'accordent sur le fait que la source de cette valeur abstraite, quantitative, déterminé socialement et non par une qualité intrinsèque de l'objet ne peut être recherché que du côté du travail humain déployé dans le processus de production de la marchandise.
Karl Marx, reprenant les recherches d'Adam Smith proposera le "temps de travail socialement nécessaire" comme source objective de la valeur d'échange. D'après Marx c'est donc le temps nécessaire (avec l'habilité et l'intensité moyenne, dans des conditions normales pour une société donnée) à la production de la marchandise que correspond sa valeur d'échange.
Il existe différentes méthodes de valorisation des stocks (PEPS, PEDS, etc.) impliquant une valeur des biens différentes et conduisant à différents prix de vente.
Un sens plus restreint se réfère à des matières et produits de base banalisés et standardisés, échangés et utilisés couramment en grandes quantités (le terme anglais de commodities est parfois alors utilisé). Exemple : Bourse des marchandises.

## Types de marchandises
On distingue différents types de marchandises :
- les marchandises fraîches ou sèches ;
- les liquides comestibles, chimiques, etc.
- Les marchandises dangereuses : inflammables, explosives, etc.
- les marchandises pondérales : métaux, charbon, minerais, etc.
- etc

### Filmographie
- De la servitude moderne